# Восточные кантоны

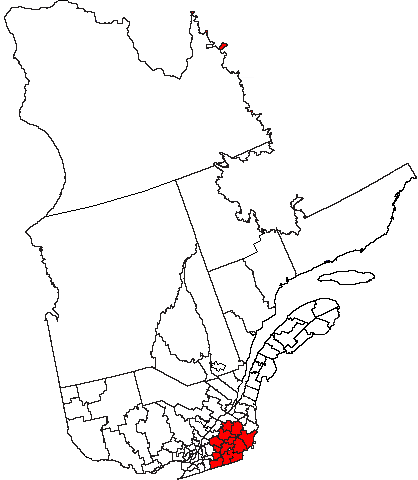
Восточные кантоны на карте Квебека.

Карта восточных кантонов в 1839 году.

Восто́чные канто́ны (фр. Les Cantons de l’Est (Ле-Кантон-де-л'Эст), англ. Eastern Townships (Истерн тауншипс)) — историко-культурный регион провинции Квебек в современной Канаде, с начала 1990-х годов почти целиком входит в административный регион Эстри, но муниципалитеты Артабаска, Драммондвилл и часть графств Вольф и Мегантик входят в административный регион Центральный Квебек, часть графства Мегантик является частью административного региона Шодье-Аппалачи, а часть графств Шеффорд и Миссискуа - частью административного региона Монтережи.

## История и топонимика региона
Территория современных Восточных кантонов была заселена индейскими племенами ирокезов и алгонкинов. В ходе французской колонизации Северной Америки в XVII—XVIII вв., долины реки Святого Лаврентия и её притоков, в частности реки Святого Франциска, были включены в состав французских владений, получивших название неофициальное название Новая Франция. Несмотря на свою принадлежность французскому государство, регион впоследствии ставший Восточными кантонами, не был заселён французскими колонистами и оставался покрытым лесами, в которых обитали немногочисленные индейские племена.
Британская администрация, сменившая французскую власть в 1760-х годах, первые два десятилетия никак не отразилась на жизни региона — он продолжал оставаться неосвоенным и безлюдным, хотя не так далеко — в долине реки Святого Лаврентия, продолжали сохраняться очаги франко-канадского хозяйствования, оставшиеся на месте бывших синьорий, полуфеодальных наделов, розданных французской королевской властью колонистам.
Ситуация в корне изменилась лишь после войны за независимость США (1775—1783 годы), после завершения которой группы британских лоялистов решили переселиться из США на территорию современной Канады.
Первые группы лоялистов расселились в Верхней Канаде (территория современного Онтарио, в Нью-Брансуике, а также в долине реки Святого Франциска. В 1780—1840-х годах регион развивался как исключительно англоязычный: в отличие от соседних синьорий, идущих вглубь по обоим берегам реки Св. Лаврентия, здесь возобладала британская система земельных наделов — грантов. В регионе распространялся англиканство, а не католичество, появились первые города (Магог, Шербрук, Гранби) с типичной британской архитектурой.
Однако, со временем установление американо-канадской границы и внутриканадских границ, а также несколько замкнутое положение региона, зажатого между границей с США, с одной стороны, и франкокандскими регионами, с другой, привело к тому что регион оказался в составе Нижней Канады, где преобладало франко-канадское население (на тот момент свыше 600 тыс. человек). Таким образом, англофоны Квебека оказались в меньшинстве, хотя их абсолютная и относительная величина (25 %) была значительной и даже увеличивалась плоть до 1860-х гг. Англофоны основали и крупнейший в регионе англоязычный университет Бишопс (букв. Епископский) — единственный на территории франкоязычного Квебека, за исключением двух других — Университет Макгилла и университет Конкордия, расположенных в Монреале, где до сих пор сохраняется значительное англоязычие (охватывающее до 25 % населения на острове Монреаль).
Коренной лингвистический перелом в Восточных Кантонах произошёл именно в 1840—1880-х гг, когда британские промышленники привлекали франкоканадцев на лесоповал, в том числе и на постоянное поселение.
Высокий уровень рождаемости франкоканадцев и близость Квебека привели к тому, что они вскоре численно возобладали, хотя англоязычное большинство, вероятно, сохранялось в округе вплоть до конца 1860-х, а в городах до 1880-х г. Таким образом, это единственный регион в Северной Америке, где французский язык постепенно оттеснил английский. Одновременно с распространением французского языка в регионе возникла необходимость перевода его исконно английского названия — Eastern Townships (Истерн Тауншипс), фр. Cantons de L’Est (Кантон дё Лэст) как раз и является калькой с этого названия; слово кантоны стало употребляться под влиянием кантонов Швейцарии, где также распространён французский язык. Впоследствии появилось и разговорно-обобщительное Эстри, впоследствии ставшее названием административного региона, в который входит часть Восточных кантонов.

## Население и языковая ситуация
В настоящее время в округе абсолютно преобладают франкофоны (около 92 %), численность англоязычного населения сокращается и в настоящее время не превышает 4 %, столько же составляют аллофоны. Влияние англофонов по-прежнему, однако, прослеживается в топонимике, архитектуре, культуре региона.

## Экономика
Благодаря своему южному положению и близости США Восточные Кантоны — один из самых освоенных и густонаселённых регионов Квебека. Столица региона — город Шербрук, насчитывающий порядка 150 тыс. жителей.